# Sunseong-hoe
Sunseong-hoe var en koreansk kvinnoorganisation, grundad 1896. Det var Koreas första kvinnoförening.
Den skapades under en tid av modernisering av Korea, och verkade främst för att utöka flickors tillgång till utbildning.